# Грузинское сельское поселение (Новгородская область)
Гру́зинское се́льское поселе́ние — муниципальное образование в Чудовском районе Новгородской области Российской Федерации.
Административный центр — посёлок Краснофарфорный.

## География
Территория сельского поселения расположена на севере Новгородской области, на востоке района. По территории муниципального образования протекает река Волхов и его притоки — Оскуя (с притоком Шарья), Пчёвжа, Выйка, Велья и др. Площадь территории — 101 755 га (в том числе сельхозугодий — 9762 га).

## История
Статус и границы сельского поселения установлены Законом Новгородской области от 11 ноября 2005 года № 559-ОЗ «Об административно-территориальном устройстве Новгородской области».

## Население
| 2010  | 2012  | 2013  | 2014  | 2015  | 2016  | 2017  |
| ----- | ----- | ----- | ----- | ----- | ----- | ----- |
| 3013  | ↘2953 | ↘2914 | ↘2836 | ↘2827 | ↘2764 | ↘2730 |
| 2021  |       |       |       |       |       |       |
| ↘2430 |       |       |       |       |       |       |

## Состав сельского поселения
| №  | Населённый пункт | Тип населённого пункта          | Население |
| -- | ---------------- | ------------------------------- | --------- |
| 1  | Беглово          | деревня                         | 5         |
| 2  | Березеево        | деревня                         | 24        |
| 3  | Берёзовец        | деревня                         | 5         |
| 4  | Большая Отока    | деревня                         | 0         |
| 5  | Велья            | деревня                         | 4         |
| 6  | Гачево           | деревня                         | 64        |
| 7  | Гладь            | деревня                         | 17        |
| 8  | Горка            | деревня                         | 0         |
| 9  | Грузино          | село                            | 815       |
| 10 | Дерева           | деревня                         | 0         |
| 11 | Дубцы            | железнодорожная станция         | 5         |
| 12 | Ефремово         | деревня                         | 21        |
| 13 | Краснофарфорный  | посёлок, административный центр | ↘1329     |
| 14 | Круг             | деревня                         | 5         |
| 15 | Крутиха          | деревня                         | 14        |
| 16 | Мелехово         | деревня                         | 16        |
| 17 | Мелеховская      | деревня                         | 17        |
| 18 | Муратово         | деревня                         | 0         |
| 19 | Некшино          | деревня                         | 5         |
| 20 | Новая            | деревня                         | 26        |
| 21 | Новая Деревня    | деревня                         | 0         |
| 22 | Облучье          | деревня                         | 10        |
| 23 | Опалёво          | деревня                         | 0         |
| 24 | Оскуй            | село                            | 391       |
| 25 | Переход          | деревня                         | 86        |
| 26 | Покровское       | деревня                         | 0         |
| 27 | Рогачи           | деревня                         | 13        |
| 28 | Серебряницы      | деревня                         | 29        |
| 29 | Стеремно         | деревня                         | 28        |
| 30 | Суворовка        | деревня                         | 55        |
| 31 | Филиппово        | деревня                         | 5         |
| 32 | Черницы          | деревня                         | 7         |
| 33 | Шарья            | деревня                         | 11        |
| 34 | Щетино           | деревня                         | 4         |
| 35 | Юршево           | деревня                         | 2         |

## Экономика
Фарфоровая фабрика в посёлке Краснофарфорный.

## Достопримечательности
Согласно легендарным сведениям из Повести временных лет и литературного произведения агиографического жанра — жития апостола Андрея Первозванного близ Грузино апостол Андрей Первозванный, на холме на берегу Волхова, водрузил свой крест — символ будущего православия на Руси. На холме, где по легенде Андрей Первозванный воздвиг крест ныне установлен памятный знак.
Также в этом селе прежде была знаменитая усадьба А. А. Аракчеева, полностью разрушенная в годы Великой Отечественной войны. В 1998 году постановлением Администрации Новгородской области от 30 сентября № 389, парк на месте усадьбы Аракчеева в Грузине площадью 46 га, был объявлен «Памятником садово-паркового искусства (XVIII—XIX вв.)», а на месте разрушенных построек усадьбы установлены памятные доски, отмечающие бывшее местонахождение объектов.

## Транспорт
По территории сельского поселения проходят пути главного хода Октябрьской железной дороги, а также автодорога Р36 Чудово — Тихвин. На участке автодороги Р36 Краснофарфорный — Грузино есть автомобильный мост через Волхов.

## Известные уроженцы
- Петров, Борис Лаврентьевич (1910—1981) — советский военачальник, генерал-лейтенант авиации. Родился в селе Оскуй.